# Квіткоїд австралійський
Квіткоїд австралійський (Dicaeum hirundinaceum) — вид горобцеподібних птахів родини квіткоїдових (Dicaeidae).

## Поширення
Вид досить поширений в Австралії (відсутній в Тасманії і внутрішніх посушливих регіонах) та на сході Молуккських островах (Індонезія).

## Підвиди
Містить чотири підвиди:
- Dicaeum hirundinaceum hirundinaceum Shaw & Nodder, 1792 — Австралія (велика ділянка червоного кольору на горлі та грудях; боки сірі).
- Dicaeum hirundinaceum keiense Salvadori, 1874 — архіпелаг Ватубела, Індонезія (червона ділянка на грудях обмежена)
- Dicaeum hirundinaceum ignicolle G. R. Gray, 1858 — острови Ару, Індонезія (жовті боки)
- Dicaeum hirundinaceum fulgidum P. L. Sclater, 1883 — острови Танімбар, Індонезія (боки жовтувато-червоні, червоний колір на грудях обмежений, горло — блідо-жовте).